# Lorenzo Quinn
Pour les articles homonymes, voir Quinn.
Lorenzo Quinn, né le 7 mai 1966 à Rome, est un sculpteur et ancien acteur italien.
Il est le 5e fils de l'acteur Anthony Quinn et de Lolanda Quinn. 
Il a joué dans plusieurs films de 1988 à 1999, notamment des rôles d'artistes, avant de s'intéresser plus particulièrement aux arts.
Il étudiera à l'Académie des Beaux-Arts de New York pour devenir peintre surréaliste et commence à peindre en 1982. Finalement, il deviendra sculpteur grâce à un projet d'étude qui sera sa première œuvre aboutie.
L'artiste a créé de nombreuses sculptures gigantesques comme Soutien à la biennale de Venise.

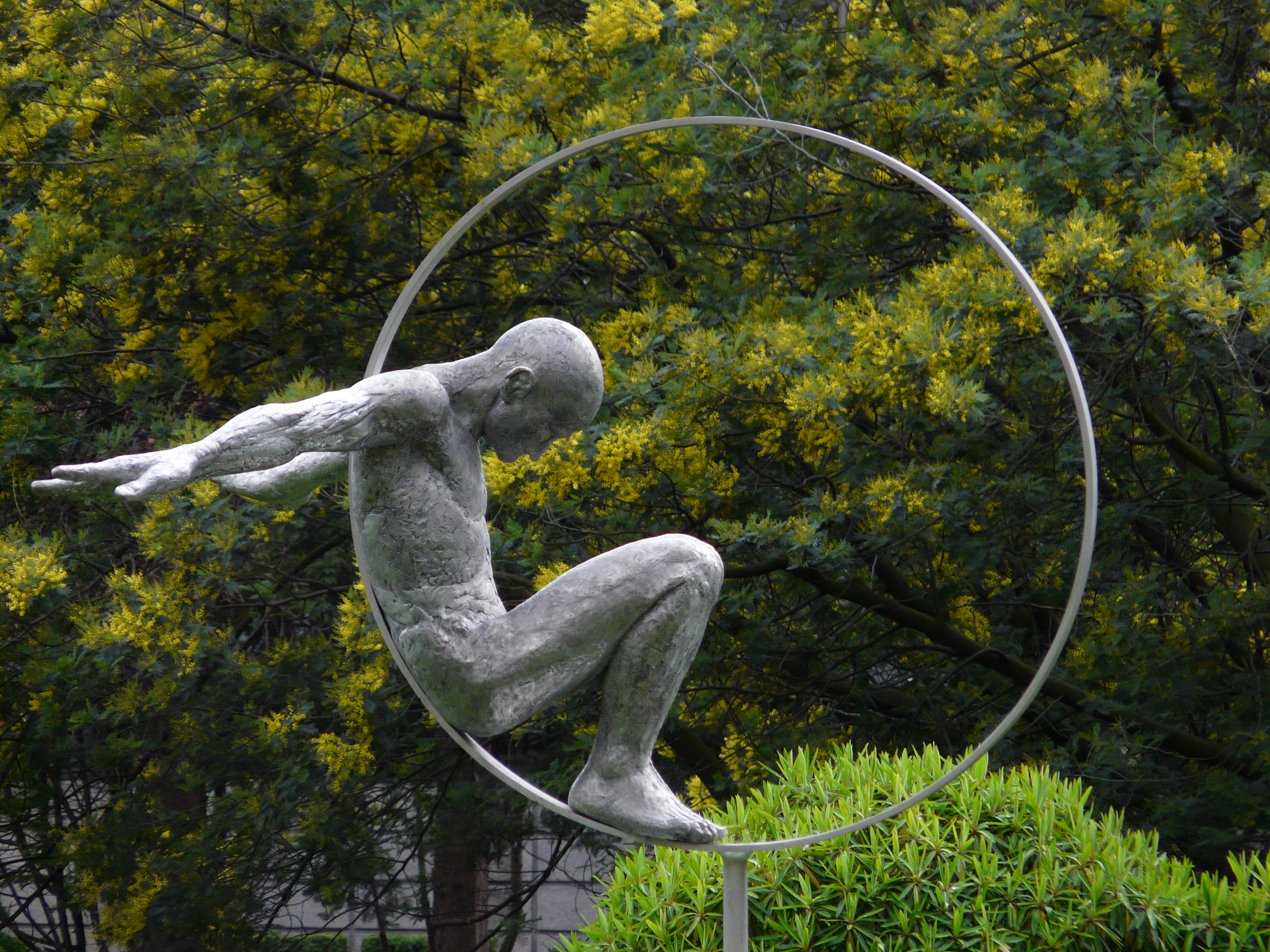
Volare.
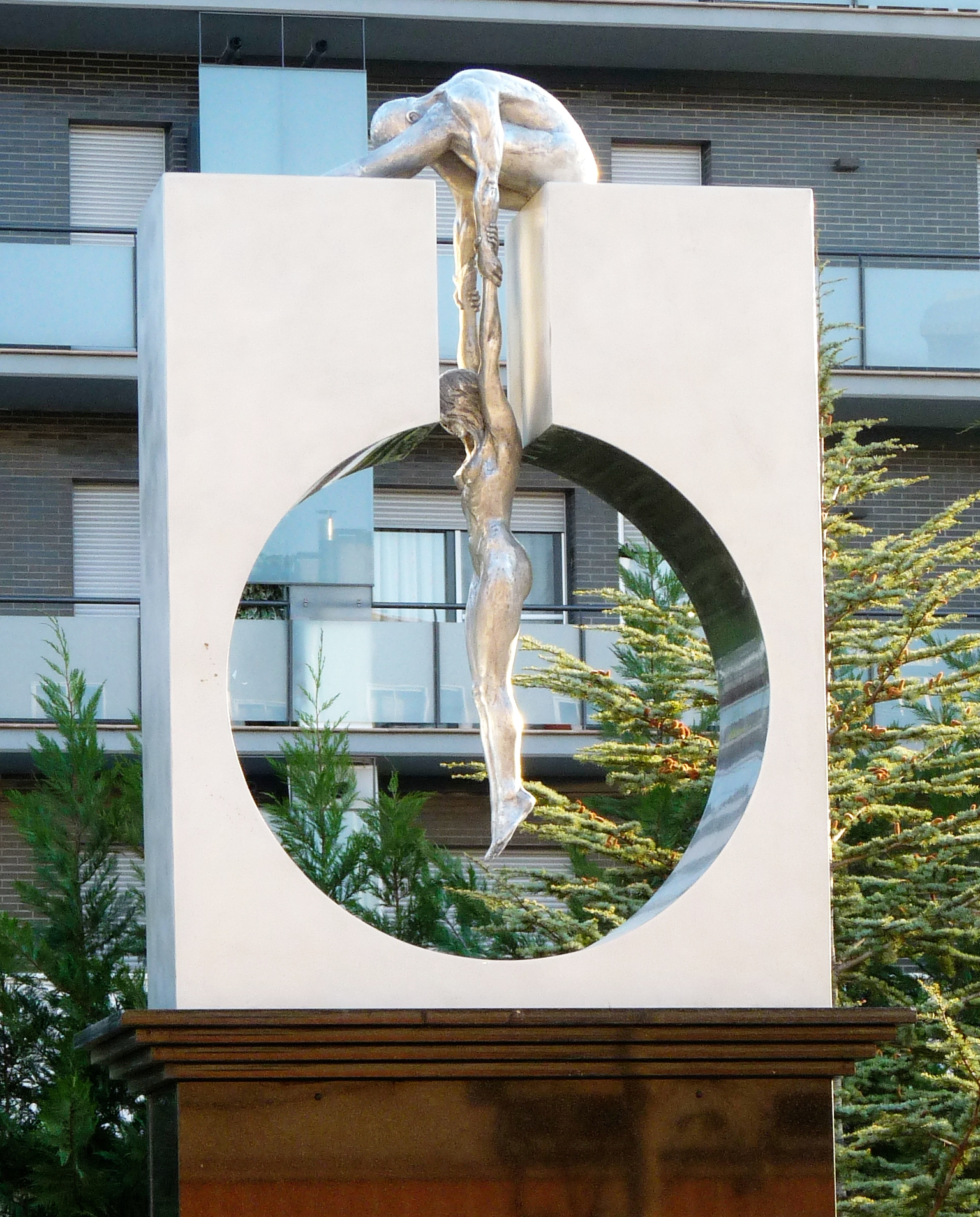
Gravity.
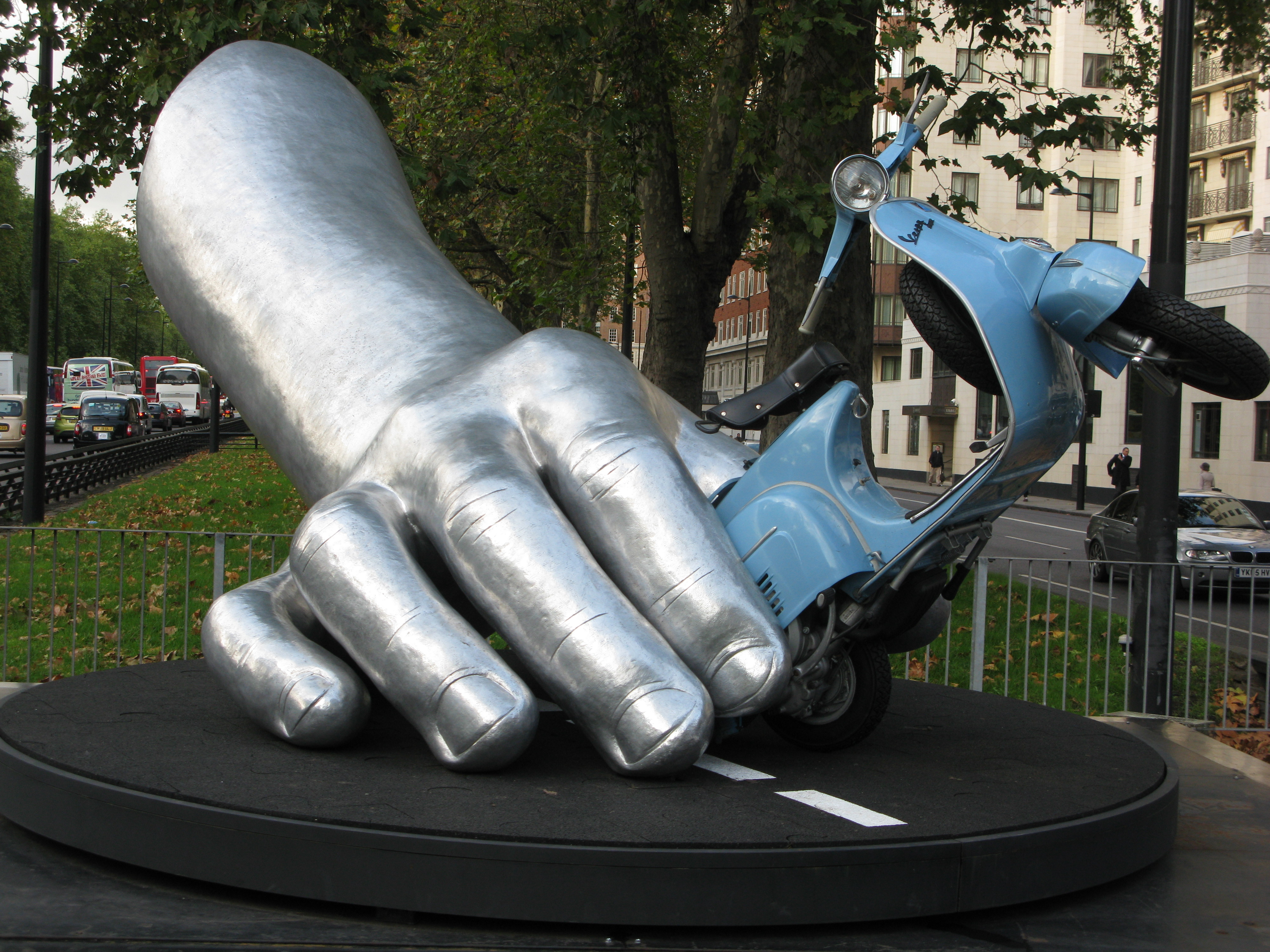
La dolce vita.